# Passiflora colimensis
Passiflora colimensis är en passionsblomsväxtart som beskrevs av Maxwell Tylden Masters, Amp; Rose och Joseph Nelson Rose. Passiflora colimensis ingår i släktet passionsblommor, och familjen passionsblomsväxter. Inga underarter finns listade i Catalogue of Life.